# Vittorio Da Camino
Vittorio Da Camino (Venezia, 1864 – Torino, 1919) è stato un letterato, giornalista e filantropo italiano.

## Biografia
Terzo ed ultimo figlio di Francesco Eugenio II Da Camino e della dalmata Giuseppina Matusevich, visse l'infanzia spostandosi in base agli incarichi lavorativi del padre, primario chirurgo e medico condotto in varie località del trevigiano e veneziano.

### Il trasferimento a Torino
Dopo la laurea in lettere ottenuta all'Università di Padova, si trasferì sempre al seguito della famiglia a Torino nel 1888. Qui la passione per la politica e la letteratura lo spinse a frequentare i salotti letterari cittadini, stringendo amicizia tra gli altri con Filippo Turati ed Edmondo De Amicis.
Già dal 1884, quindi prima di trasferirsi in Piemonte, aveva iniziato a scrivere e pubblicare dei componimenti: entro il 1916 portò a termine una trentina di opere tra cui quattro opere teatrali in versi, tre romanzi storici e vari componimenti poetici.
Contemporaneamente condusse una prolifica attività di giornalismo che lo spinse a fondare e dirigere dei giornali (La voce italiana, Arte italica, La gazzetta popolare, Prime armi, Sulle rive del Po) e a collaborare con varie testate italiane ed estere (La farfalla, La commedia umana, La provincia di Mantova, Lettere ed arte, Flora mirabilis, La Carmen, Il venerdì della contessa).

### L'attività filantropica
Socialista di idee repubblicane, Vittorio volle concretizzare le sue convinzioni politiche nel 1890 quando, di tasca propria e con l’aiuto di un gruppo di insegnanti volontari, fondò una scuola serale aperta a maschi e femmine a cui si iscrissero inizialmente ottanta persone dai quindici ai trent’anni.
L’Istituto di commercio, lavoro ed arte, popolarmente chiamato “Scuole Da Camino”, aveva sede in via Francesco da Paola 36. Nel 1897 contava quattro corsi (scuola diurna femminile commerciale e di lavoro, scuola serale di commercio maschile e femminile, scuola festiva femminile, scuola artistica serale e festiva maschile e femminile) a cui partecipavano 677 allievi; nel 1907 gli allievi erano circa cinquecento.
La scuola era retta da un comitato onorario, che vedeva Vittorio presidente, al quale aderirono numerosi notabili della città tra i quali il sindaco, vari parlamentari e Tommaso di Savoia-Genova. Allo scoppio della prima guerra mondiale, l’istituto avviò anche una scuola-famiglia per i figli dei soldati e la Casa nazionale orfani di guerra.
L’istituto chiuse i battenti a seguito della morte del suo fondatore, avvenuta nel 1919; tra i docenti che vi insegnarono ci fu anche un ancora giovane Vittorio Valletta.
Vittorio collaborò anche con la Società di mutuo soccorso di Torino.

## Opere

### Prosa e poesia
- Per la morte di Amedeo di Savoia, duca d'Aosta, ode, 1890
- Umberto Biancamano primo conte di Casa Savoia, romanzo, 1892
- La metrica comparata latina italiana e le Odi barbare di G. Carducci con la nuova metrica classica italiana seguita dalle odi classiche, Torino, Paravia 1891[8]
- Amori di Quinto Orazio Flacco ed i suoi tempi, 1895
- Dante a Parigi e sue peregrinazioni, 1895
- Feuilles au vent, 1898
- A Francesco Tamagno: ode a l'Arte, ode, 1907
- I drammi di Milano, romanzo
- Il carro dei poveri, romanzo

### Opere teatrali
- Luce e tenebre
- Scuola per amore
- Eterno amore
- Fiori

## Discendenza
Da Erminia Barucchi ebbe due figli:
- Francesco III Eugenio (1890-1942), nato a Torino ed emigrato in Brasile nel 1920. Nel 1936 avviò inutilmente una trattativa con il Governo italiano per farsi restituire le terre sequestrate dal governo austriaco ai propri avi e di farsi riconoscere dalla Consulta araldica i titoli dei suoi antenati Caminesi, tra i quali conte di Camino, Ceneda, Serravalle e Soligo, duca di Feltre e Belluno, signore di Treviso, patrizio veneto. I suoi discendenti vivono in Sud America.
- Gherardo IX Maria (1897-1960), sposò la contessa Nice de Simone, scrittrice e discendente diretta di Rosa Vercellana e Vittorio Emanuele II di Savoia[9][10]. Nel 1958, in occasione del millesimo anniversario della propria famiglia, pubblicò a proprie spese l'opera Da Camino della Marca Trevigiana: millenario caminese[11]. Ebbe due figlie femmine, entrambe nubili e senza figli.

## Antenati

Stemma Da Camino

Vittorio, secondo un'antica tradizione di famiglia, riteneva di essere un discendente del casato veneto dei da Camino.
Era lontano parente del chirurgo e patriota triestino Francesco Saverio da Camino, ed entrambi discendevano dai da Camin documentati a Cordignano a partire dal XVI secolo. Questi ultimi, a loro volta, ritenevano di discendere da un figlio di Gherardo VIII da Camino nato dopo il suo esilio in Germania, che sarebbe avvenuto nel 1422: quest'ultima ipotesi, sebbene piuttosto probabile, non è tuttavia ben supportata da fonti certe.
Vittorio, anche forte di questa sua convinzione, rifiutò vari riconoscimenti per la sua attività filantropica e pure delle proposte di candidatura in parlamento, in quanto sosteneva di avere già abbastanza titoli ereditati dai propri avi.
Nel 1911, con l’aiuto del fratello, diede alle stampe l’albero genealogico della famiglia che venne in seguito usato dal figlio Gherardo IX Maria per la storia della famiglia che pubblicò nel 1958.